# 马旭东
马旭东（1973年3月—），新疆呼图壁人，中华人民共和国政治人物。

## 生平
1995年6月加入中国共产党。1990年，考入新疆昌吉州财贸学校计划专业。供职于新疆昌吉州粮食局。2003年，担任新疆昌吉州旅游局副局长。2007年，担任新疆吉木萨尔县委常委、宣传部部长。2011年，任新疆昌吉市委常委。2012年，担任新疆昌吉州党委副秘书长。2014年1月，担任新疆昌吉州民宗委主任。2016年12月，担任新疆奇台县委书记。此外他还是中共十九大代表。